# 삼국 (드라마)
《삼국》(중국어 간체자: 三国, 정체자: 三國, 병음: Sān guó 싼궈[*], 영어: Three Kingdoms 쓰리 킹덤즈[*])은 2010년 중화인민공화국 안후이 위성 텔레비전에서 방영한 95부작 텔레비전 사극이다. 가오시시가 총감독을 맡았다. 대한민국에서는 KBS에서 한국어 더빙을 거친 다음 2012년 2월 27일부터 2013년 2월 12일까지 KBS 2TV에서 《삼국지》(三國志)라는 제목으로 방영하였다.

## 기획 의도
지금으로부터 1800여년 전 중국 삼국 시대 이야기를 그린 드라마다.

## 방송 시간
| 방송 채널 | 방송 기간                         | 방송 시간                                    |
| --------- | --------------------------------- | -------------------------------------------- |
| KBS 2TV   | 2012년 2월 27일 ~ 2012년 6월 19일 | 월요일, 화요일 밤 12시 35분 ~ 1시 25분       |
| KBS 2TV   | 2012년 6월 28일 ~ 2012년 10월 5일 | 목요일, 금요일 오전 11시 50분 ~ 낮 12시 40분 |
| KBS 2TV   | 2012년 10월 8일 ~ 2013년 2월 12일 | 월요일, 화요일 밤 1시 ~ 1시 50분             |

## 등장 인물

### 위
- 조조 : 천젠빈
- 조인 : 양광
- 순욱 : 이건신
- 정욱 : 장창의
- 곽가 : 왕금심
- 장료 : 정상은
- 허저 : 곽도
- 서황 : 진위
- 하후돈 : 이몽성
- 하후연 : 이기룡
- 조홍 :이대경
- 사마의 : 니다훙
- 조비 : 우빈
- 조식 : 이계춘
- 조창 : 이풍
- 곽회 : 장겸
- 왕평 : 왕환
- 하후패 : 호춘용
- 조상 : 하첨
- 조예 : 양덕민
- 조방 : 원소웅
- 곽태후 : 왕적
- 이춘향 : 유천함
- 변부인 : 백옥

### 촉
- 유비 : 위허웨이
- 관우 : 우영광
- 장비 : 캉카이
- 제갈량 : 육의
- 조운 : 섭원
- 마초 : 진혁림
- 위연 : 왕신군
- 황충 : 송승도
- 방통 : 두욱동
- 손건 : 양서
- 양의 : 진산산
- 미방 : 홍검심
- 주창 : 장성양
- 관평 : 범근륜
- 마량 : 오자천
- 강유 : 엽붕
- 마대 : 하천
- 마속 : 정사명
- 유선 : 왕학명
- 미부인 : 상억사
- 감부인 : 당사제

### 오
- 손권 : 장보, 정위
- 손견 : 범우림
- 손책 : 사일
- 주유 : 황웨이더
- 노숙 : 곽청
- 육손 : 소봉
- 제갈근 : 조의
- 여몽 : 상술
- 정보 : 종명화
- 황개 : 유괴
- 한당 : 유군
- 감녕 : 하소룡
- 장소 : 신걸
- 대교 : 류징
- 소교 : 자오커
- 손상향 : 임심여
- 오국태 : 강군지]

### 한
- 헌제 : 뤄진, 소정동
- 왕윤 : 정천용
- 동승 : 고보송
- 동귀비 : 백회
- 조황후 : 유재교
- 동탁 : 여효화
- 여포 : 하륜동
- 초선 : 천하오
- 진궁 : 손홍도
- 이유 : 송중동
- 이각 : 공지학
- 곽사 : 공지새
- 화웅 : 정초남
- 정재구

### 진
- 정주 : 이희효
- 사마소 : 유국광
- 사마사 : 조대성
- 사마염 : 묘아저

### 그 외

#### 원씨 일가와 그 가신들
- 원소 : 하문엄
- 원술 : 염패
- 허유 : 허모모
- 전풍 : 서도
- 곽도 : 한진국
- 안량 : 이욱
- 문추 : 왕맹천
- 원담 : 류룡
- 원희 : 람천
- 원상 : 장길

#### 유장과 그 가신들
- 유장 : 이약민
- 법정 : 장신화
- 장송 : 유아진
- 이엄 : 등립민
- 황권 : 손만청

#### 기타 인물들
- 공손찬 : 왕보강
- 도겸 : 동한
- 유표 : 희성공
- 화타 : 채군
- 채부인 : 차오시원
- 번씨 : 박란
- 서서의 어머니 : 해연

## 수상
- 2011년 제6회 서울 드라마 어워즈 대상

## 같이 보기
- 삼국지연의
- 삼국연의 (드라마)